# Aneta
Cet article concerne la ville américaine. Pour la DJ française, voir Anetha.
La ville d’Aneta est située dans le comté de Nelson, dans l’État du Dakota du Nord, aux États-Unis. Sa population s’élevait à 222 habitants lors du recensement de 2010, estimée à 203 habitants en 2018.

## Histoire
Aneta a été fondée en 1882 et incorporé en tant que city en 1893.

## Démographie
| 1910 | 1920 | 1930 | 1940 | 1950 | 1960 |
| ---- | ---- | ---- | ---- | ---- | ---- |
| 654  | 662  | 568  | 509  | 469  | 451  |

| 1970 | 1980 | 1990 | 2000 | 2010 | - |
| ---- | ---- | ---- | ---- | ---- | - |
| 376  | 341  | 314  | 284  | 222  | - |

## Source
- (en) Cet article est partiellement ou en totalité issu de l’article de Wikipédia en anglais intitulé « Aneta, North Dakota » (voir la liste des auteurs).

1. ↑  (en) « Population and Housing Unit Estimates » (consulté le 25 juin 2019)
2. ↑  (en) Bureau du recensement des États-Unis, « Census of Population and Housing » [archive du 26 avril 2015] (consulté le 15 février 2014)
3. ↑  (en) « Population Estimates », Bureau du recensement des États-Unis (consulté le 25 juin 2019)
4. ↑  (en) « Statistiques des États-Unis - Dakota du nord - Profils des comtés de 2010 » (consulté en juin 2021)